# ラジオアーカイブ 発掘!ラジオ天国
ラジオアーカイブ 発掘!ラジオ天国（らじおあーかいぶ はっくつらじおてんごく）は、2010年4月10日から2011年4月2日までニッポン放送で土曜日 4:30 - 5:00に放送していたラジオ番組である。ニッポン放送以外でも各地のNRN系列局（#ネット局参照）に異なる日時でネットしていた（ニッポン放送の編成の都合上、裏送りとなる場合もあった）。全52回放送（裏送り分も含む）。
パーソナリティは、亀渕昭信（公式サイト内バナーでの表記は「亀淵昭信」）。番組内では自身の事を「アーカイブジョッキー」「AJ」と称していた。
『発掘!ラジオ天国』または、パーソナリティの名前を入れた『亀渕昭信ラジオ天国』と表記される場合もあった。

## 概要
ニッポン放送や全国各地のラジオ局で過去に放送された番組についてのエピソードを紹介しながら、現在ではラジオ局内の倉庫や、ニッポン放送資料室等に眠っているラジオ番組の録音テープを発掘して、見つかった音源テープの一部を放送し、それに対する思いや当時の様子を振り返った。
毎回、大まかなテーマを決め、そのテーマに即し、発掘したラジオ番組音源の一部を数本放送した（テーマは、複数週に引き続く場合もあった）。
聞いてみたい番組のリクエストは随時募集していた。又、「こんな番組のエアチェックした録音テープを持っています」等の情報も募集していたが、録音テープからの判る範囲での番組情報等の募集をしており、録音テープ自体の応募は受け付けていなかった。
「リクエスト特集」として、番組に寄せられたリクエストによりアーカイブ音源を放送する事もあった。
2011年1月15日・22日放送分は、文化放送との共同企画により29日・30日に開催のコンサートライブ『セイ!ヤング・オールナイトニッポン Are you ready? Oh!』にちなんだ企画として、『オールナイトニッポン』の10周年記念特別番組と文化放送『セイ!ヤング』の音源を取り上げた。文化放送はニッポン放送とともにNRNのキー局を担当しているが、同局の音源を取り上げたのはこの企画のみである。
番組の構成作家は、藤井青銅。

## コーナー
※いずれも不定期のコーナー
- ラジオアーカイブ 珍品堂

毎回の放送とは関係なく、珍しい物が見つかったら紹介するコーナー。
- 続きコーナー

番組内で放送される番組録音音源は、放送時間の関係で全編ではなく、番組の一部分であり、「リクエストがあったら続きを放送します。」との事で出来た、「続き」を放送するコーナー。

## テーマ音楽
- インディ・ジョーンズ…オープニングに使用。

## ネット局
| 放送局                 | 放送日時           |
| ---------------------- | ------------------ |
| ニッポン放送（制作局） | 土曜 4:30 - 5:00   |
| IBC岩手放送            | 土曜 18:00 - 18:30 |
| ラジオ福島             | 土曜 18:15 - 18:45 |
| 茨城放送               | 土曜 18:00 - 18:30 |
| 山梨放送               | 月曜 20:30 - 21:00 |
| 新潟放送               | 月曜 20:30 - 21:00 |
| 北日本放送             | 日曜 23:30 - 24:00 |
| 福井放送               | 日曜 21:30 - 22:00 |
| 静岡放送               | 日曜 25:00 - 25:30 |
| 山口放送               | 日曜 11:00 - 11:30 |
| 西日本放送             | 月曜 21:00 - 21:30 |
| 高知放送               | 日曜 23:30 - 24:00 |
| 南海放送               | 金曜 23:20 - 23:50 |
| 熊本放送               | 日曜 20:00 - 20:30 |

## 参考資料
- 東奥日報
- 番組公式サイト